# Stadspartij Nijmegen
Stadspartij Nijmegen is een Nederlandse lokale politieke partij in de gemeente Nijmegen. In 2012 ontstond de partij als voortzetting van de Stadspartij Nijmegen Nu samen met twee voormalige raadsleden van het CDA en één voormalig raadslid van de VSP. De Stadspartij Nijmegen Nu was op 27 april 2009 ontstaan door het samengaan van Nijmegen Nu en de Stadspartij (Leefbaar) Nijmegen.

## Geschiedenis

### Nijmegen Nu
Nijmegen Nu was sinds 2001 actief in de Nijmeegse gemeenteraad. Bij de gemeenteraadsverkiezingen van 2002 en 2006 behaalde de partij één zetel.

### Stadspartij (Leefbaar) Nijmegen
Stadspartij Leefbaar Nijmegen was sinds 2002 actief in de Nijmeegse gemeenteraad. Stadspartij Leefbaar Nijmegen was een voortzetting van de Nijmeegse Groenen, die vanaf 1994 in de gemeenteraad vertegenwoordigd was. Na de verkiezingen van 2002 lieten zij het woord Leefbaar vallen uit onvrede met Leefbaar Nederland/LPF. De Stadspartij verloor bij de gemeenteraadsverkiezingen van 2006 twee van de drie zetels. De partij kwam in het nieuws doordat zij het vertrouwen opzegde in PvdA-wethouder Paul Depla rond de zogenoemde fietsenkelder-affaire in 2007.

### Stadspartij Nijmegen Nu
Op 27 april 2009 zijn beide partijen verder gegaan als Stadspartij Nijmegen Nu. Dit was ingegeven doordat het enige raadslid van de Stadspartij Nijmegen, Bea van Zijll de Jong-Lodenstein, op persoonlijke titel in de raad bleef nadat zij aangegeven had over te willen stappen naar het CDA. De programma's van beide partijen liggen dicht bij elkaar. Ook Gewoon Nijmegen werd benaderd om mee te fuseren. Vanaf de verkiezingen in 2010 zat de partij met één zetel, ingenomen door Ben van Hees, in de Nijmeegse raad.

### De Nijmeegse Fractie
In 2012 wordt De Nijmeegse Fractie opgericht. Albaer Hillen, Leon Busschops, Ben van Hees en John Brom vormen de nieuwe partij. Bij de gemeenteraadsverkiezingen van 2014 behaalde De Nijmeegse Fractie twee zetels. Albaer Hillen en Wendy Grutters nemen deze twee zetels in. En de partij komt deze Raadsperiode in de coalitie met SP, GroenLinks en de PvdA. Ben van Hees was deze periode wethouder. 

### Stadspartij De Nijmeegse Fractie (Stadspartij DNF)
In 2015 wordt de partijnaam gewijzigd in Stadspartij De Nijmeegse Fractie. 
Bij de gemeenteraadsverkiezingen van 2018 behaalde Stadspartij De Nijmeegse Fractie drie zetels. Deze zetels worden ingenomen door Wendy Grutters, fractievoorzitter John Brom en Jean-Paul Broeren. Na vertrek van John Brom uit Nijmegen, wordt zijn plaats ingenomen door Rosalie Thomassen. 

### Stadspartij Nijmegen
Eind 2020 is de naam Stadspartij DNF gewijzigd in Stadspartij Nijmegen. Bij de gemeenteraadsverkiezingen in maart 2022 behaalt de partij 7 zetels en wordt daarmee de 2e partij van Nijmegen en vormen zij met GroenLinks en D66 de nieuwe coalitie.  John Brom en Jean-Paul Broeren worden wethouder met de volgende portefeuilles. 
John Brom: Werk & Inkomen; Armoedebestrijding; Economie en Toerisme & Binnenstad
Jean-Paul Broeren: Openbare Ruimte; Wijken; Participatie; Vastgoed; Sport en Accommodaties; Dierenwelzijn; Faciliteiten